# Đệ nhất phu nhân Sierra Leone
 Danh hiệu Đệ nhất phu nhân Sierra Leone được nắm giữ bởi phu nhân chính thức của Tổng thống Sierra Leone. Đệ nhất phu nhân cũng là đại diện của người dân Sierra Leone trong và ngoài nước. Văn phòng của Đệ nhất phu nhân là một phần mở rộng của Nhà nước và chịu trách nhiệm cho các sự kiện và nghi lễ xã hội tại State Lodge.
Từ năm 1971, Sierra Leone đã có sáu Đệ nhất phu nhân. Người đầu tiên là Rebecca Stevens, vợ của cựu tổng thống Siaka Stevens, người vẫn ở nhà riêng của gia đình cô tại số 1 đường King Harmon trong khi chồng cô sống tại State House và Kabasa Lodge. Trong khi Stevens đi cùng chồng đến các buổi lễ và sự kiện, cô thích giữ một phong cách giản dị.
Người kế vị của cô, Hannah Momoh, là một nhân vật chủ chốt. Trong thời gian làm Đệ nhất phu nhân, bà ở với chồng tại Cung điện Wilberforce. Tuy nhiên, khi mức độ ngoại tình của chồng cô được đưa ra ánh sáng, cô đã rời bỏ anh và chuyển đến London vào năm 1989.

## Văn phòng của Đệ nhất phu nhân Sierra Leone
Đệ nhất phu nhân thứ ba của Sierra Leone là một trong những luật sư hàng đầu của đất nước Patricia Kabbah. Kabbah đã từng là chủ tịch của ủy ban đã khôi phục Sierra Leone để cai trị dân sự và bà đã giúp soạn thảo hiến pháp của đất nước vào năm 1995. Khi chồng bà thắng cử, bà đã tìm cách thành lập Văn phòng Đệ nhất phu nhân trong lịch sử nước này. Chồng cô đã chịu áp lực từ những người cứng rắn trong đảng chính trị của họ và từ chối yêu cầu của cô. Kabbah chết vì ung thư vào năm 1998.
Không lâu sau khi bà qua đời, chồng bà Ahmad Tejan Kabbah kết hôn với Isata Kabbah, người trở thành Đệ nhất phu nhân thứ 4.
Năm 2007, Sia Koroma, một nhà hóa sinh và y tá tâm thần, trở thành Đệ nhất phu nhân thứ 5 của Sierra Leone. Koroma thành công khi thành lập Văn phòng Đệ nhất phu nhân và xác định lại hoàn toàn vai trò của họ. Ngoài vai trò đại diện, cô đã thực hiện ba sáng kiến: MUỐN hỗ trợ các bà mẹ và trẻ em, FLAXIS để cung cấp đào tạo và Quỹ Danké Koroma.
Đệ nhất phu nhân hiện tại của Sierra Leone là Fatima Maada Bio, vợ của Tổng thống Julius Maada Bio, nhậm chức vào ngày 4 tháng 4 năm 2018. Bio, là một diễn viên và nhà sản xuất phim, đã tiếp tục truyền thống của Sia Koroma và đang duy trì Văn phòng của Đệ nhất phu nhân nước này

## Đệ nhất phu nhân của Sierra Leone (hiện tại 1971)
| Con số    | Tên                 | Thời hạn bắt đầu        | Thời hạn kết thúc       | Đệ nhất phu nhân Sierra Leone |
| --------- | ------------------- | ----------------------- | ----------------------- | ----------------------------- |
| 1         | Rebecca Stevens     | 21 tháng 4 năm 1971     | 28 tháng 11 năm 1985    | Siaka Stevens                 |
| lần 2     | Hannah Momoh        | 28 tháng 11 năm 1985    | 29 tháng 4 năm 1992     | Joseph S Nikol Momoh          |
| lần thứ 3 | Patricia Kabbah     | 29 tháng 3 năm 1996     | 1998                    | Ahmed Tejan Kabbah            |
| lần thứ 4 | Isata Jabbie Kabbah | 1998                    | 17 tháng 9 năm 2007     | Ahmed Tejan Kabbah            |
| ngày 5    | Sia Koroma          | 17 tháng 9 năm 2007     | Ngày 4 tháng 4 năm 2018 | Ernest Bai Koroma             |
| Thứ 6     | Fatima Maada Bio    | Ngày 4 tháng 4 năm 2018 | hiện hành               | Julius Maada Bio              |